# Pteropus ennisae
Pteropus ennisae  är en flyghund i släktet Pteropus som förekommer på Bismarckarkipelagen. Populationen infogades fram till 2014 i Pteropus capistratus.
Denna flyghund lever på ön Niu Ailan i ögruppens nordöstra del. Den når i bergstrakter 1200 meter över havet. Hela utbredningsområdet uppskattas vara 19 000 km² stort. Exemplaren vistas i ursprungliga och förändrade skogar samt i trädgårdar.
Ensamma individer eller små grupper livnär sig på fikon och andra frukter. Honor föder en unge per kull. En hona diade en unga och var samtidig dräktig med en annan unge. Även några hannar har bröstmjölksutsöndring. Exemplaren blir efter en till två år könsmogna och de lever 8 till 10 år.
På ön pågår en moderat skogsröjning. Några exemplar jagas för köttets skull. IUCN listar Pteropus ennisae som sårbar (VU).